# Carex munda
Carex munda ist eine Art der Sauergräser. Sie ist ein relativ kleinwüchsiger Vertreter der Gattung der Seggen (Carex) und wird in die Sektion Mundae gestellt. Sie wächst in Tannenwäldern und auf Bergwiesen des östlichen Himalayas und ist in Südostxichang, Bhutan, Nepal und Nordostindien beheimatet.

## Merkmale
Das Rhizom der Art ist kriechend. Die weichen, geschmeidigen Stängel sind dreikantig und werden 20–40 cm hoch sowie weniger als 1 mm dick. Die 2,5–3,5 mm breiten, kahlen Blätter von Carex munda sind flach und fallen etwas länger als die Stängel aus, die basalen Hüllrohre sind hellbraun. Ihre Tragblätter sind länger als die drei bis sieben lineal-zylindrischen, ährigen und 1,5–2 cm großen Blütenstände und besitzen lange Hüllrohre. In der Regel entspringt ein Blütenstand basal, zwei weitere in der Mitte und der Rest am Ende des Stängels, der oberste kann verzweigt sein. Der männliche Teil der terminalen Blütenstände ist länger als der Weibliche. Die verzweigten Ähren wachsen aus einem Vorblatt mit einer ausgebildeten weiblichen Blüte, bei den lateralen, aus den Hüllrohren entspringenden Blütenständen ist der männliche Teil kürzer als der weibliche. Die männlichen Spelzen sind gelbbraun, 3–3,5 mm lang, besitzen eine Mittelrippe und eine ausgeprägte Spitze. Die weiblichen Spelzen sind seitlich gelbbraun, mittig grün und oval bis länglich. Sie messen 2,5–3 mm, besitzen drei Adern, durchscheinende Ränder und eine stumpfe oder hervorstehende Spitze. Das häutige Vorblatt ist gelblich-grün, aufrecht und länger als die Spelzen. Es ist elliptisch geformt, stumpf dreikantig und 3–4 mm lang. Lateral weist es zwei, abaxial mehrere feine Adern auf. Seine Basis verjüngt sich abrupt zu einem kurzen Stiel, die Spitze unvermittelt zu einem spitzen Schnabel. Die Mündung des Vorblatts ist gekappt. Das reife Nüsschen ist hellbraun, eiförmig und dreikantig. Es misst etwa 2 mm, hat eine kurzgestielte Basis und ein zugespitztes Ende. Der Griffel ist basal leicht verdickt, die Narbe ist dreiteilig. Die flache Rachilla misst, falls vorhanden, 0,2–0,3 mm.

## Verbreitung
Carex munda bewohnt ein Artareal im Osten des Himalayas und kommt im Südosten Xichangs, in Bhutan, in Nepal und Nordostindien vor.

## Ökologie
Die Biotope von Carex munda umfassen Tannenwälder, Bergböschungen und -wiesen auf 3500–3900 m Höhe.